# Kompakt lineær operator
I funktionalanalysen, en gren af matematikken, betegner en kompakt lineær operator en lineær afbildning mellem to Banachrum X og Y, som opfylder, at billedet af enhver begrænset følge i X har en konvergent delfølge i Y. Mængden af kompakte lineære operatorer er et afsluttet lineært delrum af mængden af begrænsede lineære operatorer. På Hilbertrum er enhver kompakt lineær operator grænseværdien af en følge af lineære operatorer med billedmængde af endelig dimension. 
Klassen af kompakte lineære operatorer på Hilbertrum ligner på mange måder klassen af lineær afbildninger mellem endelig dimensionale vektorrum. For eksempel kan mange resultater om spektrum af matricer generaliseres til kompakte operatorer på Hilbertrum. Studiet af kompakte operatorer har rødder og mange anvendelser i integrallignings-teorien.

## Definition
Lad {\displaystyle X} og {\displaystyle Y} være Banachrum og {\displaystyle T:X\rightarrow Y} en lineær afbildning. Operatoren {\displaystyle T} kaldes kompakt, hvis der for enhver begrænset følge {\displaystyle (x_{n})_{n\in \mathbb {N} }} i {\displaystyle X} gælder, at billedfølgen {\displaystyle (T(x_{n}))_{n\in \mathbb {N} }} har en konvergent delfølge i {\displaystyle Y}.
Vi betegner mængden af alle kompakte operatorer fra {\displaystyle X} til {\displaystyle Y} med {\displaystyle K(X,Y)}. Hvis {\displaystyle X=Y}, skriver man kort {\displaystyle K(X)=K(X,X)}.
For alternative definitioner se afsnittet egenskaber.

## Eksempler
- Enhver lineær afbildning mellem Banachrum med billedmængde af endelig dimension er kompakt. Dette følger af kompakheden af afsluttede kugler i endelig dimensionale Banachrum.
- Det følger af Riesz' Lemma at identitetsoperatoren på et Banachrum {\displaystyle X} er kompakt, hvis og kun hvis {\displaystyle X} er endelig dimensionalt.
- Lad {\displaystyle X} være et Hilbertrum med ortonormalbasis {\displaystyle (e_{n})_{n\in \mathbb {N} }} og lad {\displaystyle (\alpha _{n})_{n\in \mathbb {N} }} være en begrænset følge af komplekse tal. Vi definerer {\displaystyle T(e_{n})=\alpha _{n}e_{n}} og udvider {\displaystyle T} ved linearitet og kontinuitet til en lineær operator på {\displaystyle X}, det vil sige, vi definerer

{\displaystyle T(x)=\sum \limits _{n=1}^{\infty }<x,e_{n}>T(e_{n})}.
Denne operator hedder diagonaloperatoren med diagonal {\displaystyle (\alpha _{n})_{n\in \mathbb {N} }}. Operatoren {\displaystyle T} er kompakt, hvis og kun hvis der for diagonalen gælder, at {\displaystyle \alpha _{n}\rightarrow 0}.  Dette kan indses ved at vise, at {\displaystyle T} er grænseværdien (med hensyn til operatornormen) af diagonaloperatorerne {\displaystyle (T_{n})_{n\in \mathbb {N} }}, hvor {\displaystyle T_{n}} har diagonal {\displaystyle (\alpha _{1},\ldots ,\alpha _{n},0,\ldots ,0)}.
- Enhver Hilbert-Schmidt-operator {\displaystyle T} på Hilbertrum er kompakt. {\displaystyle T} er en Hilbert-Schmidt-operator, hvis der gælder {\displaystyle \sum \limits _{n=1}^{\infty }\left\|T(e_{n})\right\|<\infty } for en ortonormalbasis {\displaystyle (e_{n})_{n\in \mathbb {N} }}. [1]
- Lad {\displaystyle (X,\Omega ,\mu )} være et målrum og lad {\displaystyle k\in L^{2}(X\times X,\Omega \times \Omega ,\mu \times \mu )}. Så er operatoren {\displaystyle T} defineret for {\displaystyle f\in L^{2}(X,\Omega ,\mu )} ved

{\displaystyle (Tf)(x)=\int _{\Omega }k(x,y)f(y)d\mu } for alle {\displaystyle x\in X}
en Hilbert-Schmidt-operator og derfor kompakt.
- Det følger af ovenstående at Volterra-operatoren på {\displaystyle C([0,1])} er kompakt. For {\displaystyle k\in C([0,1])} er denne operator defineret ved

{\displaystyle (Tf)(x)=\int _{0}^{x}k(y)f(y)dy} for alle {\displaystyle x\in [0,1]}.
- Operatoren unilateral shift {\displaystyle S:l^{2}\rightarrow l^{2}} defineret som {\displaystyle Se_{n}=e_{n+1}} for alle basisvektorer {\displaystyle (e_{n})_{n\in \mathbb {N} }} er ikke kompakt. Dette gælder, fordi følgen {\displaystyle (Se_{n})_{n\in \mathbb {N} }} ikke har nogen konvergent delfølge.
- Hvis {\displaystyle (x_{n})_{n\in \mathbb {N} }\in l^{1}} og {\displaystyle T:l^{p}\rightarrow l^{p}} er defineret ved {\displaystyle T(y_{n})_{n\in \mathbb {N} }=(x_{n}y_{n})_{n\in \mathbb {N} }} for alle {\displaystyle n\in \mathbb {N} }, så er {\displaystyle T} kompakt. Mere generelt er nukleare operatorer på Hilbertrum kompakte.[2]

## Egenskaber

### Ækvivalente definitioner
Der findes en række egenskaber, der er ækvivalente med definitionen af en kompakt operator og som let kan indses ved hjælp af grundlæggende egenskaber af Banachrum. Der findes eksempelvis følgende karakteriseringer, der tydeliggør navnet kompakt operator:
Lad {\displaystyle T:X\rightarrow Y} være en lineær afbildning mellem to Banachrum. So er {\displaystyle T} en kompakt operator, hvis og kun hvis følgende ækvivalente udsagn gælder:
- For enhver begrænset mængde {\displaystyle A\subseteq X} har {\displaystyle T(A)} en kompakt afslutning.
- Billedet {\displaystyle T(B_{X}(0,1))} af enhedskuglen {\displaystyle B_{X}(0,1)=\{x\in X|\left\|x\right\|<1\}} i {\displaystyle X} har en kompakt afslutning.

### Egenskaber for Banachrum
I det følgende antager vi, at {\displaystyle X,Y} og {\displaystyle Z} er {\displaystyle \mathbb {C} }-Banachrum. 
- Det følger umiddelbart af definitionen, at enhver kompakt lineær operator er begrænset, vi har altså {\displaystyle K(X,Y)\subseteq B(X,Y)}, hvor {\displaystyle B(X,Y)} betegner mængden af alle begrænsede lineære operatorer fra {\displaystyle X} til {\displaystyle Y}.
- Da begrænsethed og kontinuitet er ækvivalente for lineære afbildninger, er enhver kompakt lineær operator også kontinuert.
- Mængden {\displaystyle K(X,Y)} af alle kompakte lineære operatorer er et afsluttet lineært delrum af mængden {\displaystyle B(X,Y)} af alle begrænsede lineære operatorer. Det vil sige, at følgende gælder:
  - Givet operatorer {\displaystyle T_{1},T_{2}\in K(X,Y)} og et tal {\displaystyle c\in \mathbb {C} }, så gælder der, at {\displaystyle T_{1}+T_{2}} og {\displaystyle cT_{1}} også er kompakte operatorer.
  - Hvis {\displaystyle (T_{n})_{n\in \mathbb {N} }} er en følge i {\displaystyle K(X,Y)}, som konvergerer mod en operator {\displaystyle T\in B(X,Y)}, så er {\displaystyle T} også kompakt.
- En operator, der er sammensat af en kompakt og en begrænset operator er kompakt. Det vil sige det følgende:
  - Hvis {\displaystyle T\in K(X,Y)} og {\displaystyle S\in B(Y,Z)}, så er {\displaystyle ST\in K(X,Z)}.
  - Hvis {\displaystyle T\in K(Y,Z)} og {\displaystyle S\in B(X,Y)}, så er {\displaystyle TS\in K(X,Z)}.

I tilfældet hvor {\displaystyle X=Y=Z} betyder dette, at {\displaystyle K(X)} er et to-sidet ideal i {\displaystyle B(X)}.
- Det følgende resultat er kendt som Schauders Sætning[3]:

Hvis {\displaystyle T\in B(X,Y)}, så er {\displaystyle T} kompakt, hvis og kun hvis den adjungerede operator {\displaystyle T^{*}} er kompakt.
- I modsætning til Hilbertrum, gælder der for Banachrum {\displaystyle X,Y} generelt ikke, at {\displaystyle K(X,Y)} er afslutningen (med hensyn til operatornormen) af mængden {\displaystyle F(X,Y)} af operatorer med billedmængde af endelig dimension. Dette blev vist af Per Enflo i 1987. Det gælder dog for en speciel klasse af Banachrum, nemlig for Banachrum som har en Schauder-basis. Man siger, at disse Banachrum har approksimationsegenskaben. Et eksempel på et Banachrum med approksimationsegenskaben, som ikke nødvendigvis er et Hilbertrum er mængden {\displaystyle C(X)}, som består af alle kontinuerte funktioner på et kompakt Hausdorffrum {\displaystyle X}. [3]

### Egenskaber for Hilbertrum
Et vigtigt resultat for kompakte operatorer mellem Hilbertrum er det følgende. Lad {\displaystyle X} og {\displaystyle Y} være {\displaystyle \mathbb {C} }-Hilbertrum. Mængden {\displaystyle K(X,Y)} af kompakte lineære operatorer er afslutningen af mængden {\displaystyle F(X,Y)} af lineære operatorer med billedmængde af endelig dimension. Følgelig er enhver kompakt lineær operator grænseværdien af en følge af operatorer med billedmængde af endelig dimension. Vi har altså følgende: {\displaystyle {\overline {F(X,Y)}}=K(X,Y)}. Dette er en følge af Spektralsætning for kompakte lineære operatorer. Der er mange andre vigtige resultater for Hilbertrum, som omhandler spektrum af en kompakt lineær operator (se næste afsnit).

## Spektralteori for kompakte lineære operatorer

### Resultater om spektrum
Ligesom for lineære afbildninger på et endelig dimensionalt vektorrum (som kan identificeres med kvadratiske matricer) kan man definere egenværdier for lineære begrænsede operatorer på et Banachrum. Et tal {\displaystyle \lambda \in \mathbb {C} } hedder altså egenværdi for en operator {\displaystyle T\in B(X)}, hvis {\displaystyle {\text{Ker}}(T-\lambda I)\neq \{0\}}, hvor {\displaystyle I} betegner identitetsoperatoren. For alle ikke-trivielle egenværdier, det vil sige {\displaystyle \lambda \neq 0}, defineres det tilsvarende egenrum som {\displaystyle {\text{Ker}}(T-\lambda I)} og en vektor {\displaystyle v\in {\text{Ker}}(T-\lambda I)\backslash \{0\}} hedder egenvektor for {\displaystyle \lambda }. Yderligere defineres spektrum af {\displaystyle T} som {\displaystyle \sigma (T)=\{\lambda \in \mathbb {C} |(T-\lambda I){\text{ ikke invertibel}}\}}. Denne mængde består for begrænsede linære operatorer i modsætning til matricer ikke altid kun af egenværdierne, men for kompakte operatorer er dette tilfældet. 
Vigtige resultater vedrørende egenværdier af kompakte lineære operatorer på et Banachrum er:
- Enhver kompakt lineær operator har højst et endeligt eller uendeligt tælleligt antal egenværdier. Hvis der er uendeligt mange egenværdier {\displaystyle (\lambda _{n})_{n\in \mathbb {N} }}, så gælder der {\displaystyle \lambda _{n}\rightarrow 0} og alle egenrum for ikke-trivielle egenværdier er endelig dimensionale.[2]
- Der findes kompakte lineære operatorer, der ikke har nogen ikke-trivielle egenværdier. Et eksempel er Volterra-operatoren.[3]
- Det følgende vigtige resultat er kendt som Fredholms Alternativ[1] :

Lad {\displaystyle T\in K(X)} og {\displaystyle \lambda \in \mathbb {C} \backslash \{0\}}. Så gælder der
1. Hvis {\displaystyle (T-\lambda I)} er injektiv, så er {\displaystyle (T-\lambda I)} invertibel.
2. Hvis {\displaystyle (T-\lambda I)} er surjektiv, så er {\displaystyle (T-\lambda I)} invertibel.

Hvis man tænker på ovenstående resultat som et udsagn om ligninger af formen {\displaystyle (T-\lambda I)x=y} for givet {\displaystyle y}, så kan man formulerer (1.) og (2.) på en anden måde:
1. Hvis en løsning til {\displaystyle (T-\lambda I)x=y} er unik, så findes en løsning til denne ligning.
2. Hvis der findes en løsning til {\displaystyle (T-\lambda I)x=y} for alle {\displaystyle y\in Y}, så er disse unikke.

- Det følger af Fredholms Alternativ, at {\displaystyle \sigma (T)=\{\lambda \in \mathbb {C} |\exists x\in X\backslash \{0\}:Tx=\lambda x\}}, det vil sige, spektrum af en kompakt lineær operator består kun af egenværdierne.
- For en kompakt selvadjungeret lineær operator {\displaystyle T} på et Hilbertrum gælder {\displaystyle \sigma (T)\subseteq \mathbb {R} }. Yderligere er {\displaystyle \left\|T\right\|} eller {\displaystyle -\left\|T\right\|} en egenværdi af {\displaystyle T}.[2] I modsætning til generelle kompakte operatorer har vi altså en garanti for eksistensen af ikke-trivielle egenværdier for selvadjungerede kompakte lineære operatorer.
- For normale kompakte lineære operatorer på Hilbertrum kan man let indse, at egenvektorer for forskellige egenværdier er ortogonale.[2]

### Spektralsætningen for selvadjungerede kompakte lineære operatorer
Et vigtigt resultat for kompakte lineære operatorer på Hilbertrum er Spektralsætningen for selvadjungerede kompakte operatorer:
Lad {\displaystyle X} være et {\displaystyle \mathbb {C} }-Hilbertrum og {\displaystyle T\in K(X)} selvadjungeret, det vil sige der gælder {\displaystyle T^{*}=T}. Der findes en (muligvis endelig) følge {\displaystyle (\lambda _{n})_{n\in \mathbb {N} }} i {\displaystyle \mathbb {R} \backslash \{0\}} med {\displaystyle \lambda _{n}\rightarrow 0} og et (muligvis endeligt) ortogonalsystem {\displaystyle (e_{n})_{n\in \mathbb {N} }} af {\displaystyle X}, så at der gælder
{\displaystyle T=\sum \limits _{n=1}^{\infty }\lambda _{n}<\cdot ,e_{n}>e_{n}} for alle {\displaystyle x\in X}.
Yderligere gælder der for operatornormen af {\displaystyle T}, at {\displaystyle \left\|T\right\|={\text{sup}}\{|\lambda _{n}|:n\in \mathbb {N} \}}.
Ovenstående sum konvergerer med hensyn til operatornormen. Her betegner {\displaystyle <\cdot ,\cdot >} det indre produkt på {\displaystyle X}. Følgen {\displaystyle (\lambda _{n})_{n\in \mathbb {N} }} består af alle ikke-trivielle egenværdier af {\displaystyle T} og {\displaystyle e_{n}} er en egenvektor for {\displaystyle \lambda _{n}} for alle {\displaystyle n\in \mathbb {N} }.

### Spektralsætningen for normale kompakte lineære operatorer
Ovenstående sætning for selvadjungerede kompakte operatorer kan generaliseres til normale operatorer, det vil sige operatorer, der opfylder {\displaystyle TT^{*}=T^{*}T}.

### Spektralsætningen for generelle kompakte lineære operatorer
Man kan endelig bevise en generel version af spektralsætningen for en vilkårlig kompakt lineær operator på et Hilbertrum. Herfor viser man først de følgende to vigtige resultater ved hjælp af Spektralsætningen for normale operatorer:
- For enhver kompakt operator {\displaystyle T\in K(X,Y)} findes der en unik positiv selvadjungeret operator {\displaystyle S\in K(X)} så at {\displaystyle S^{2}=T^{*}T}. Man skriver {\displaystyle S=|T|=(T^{*}T)^{\frac {1}{2}}}.
- Der findes yderligere en unik partiel isometri {\displaystyle U} så at {\displaystyle T=U|T|} og {\displaystyle {\text{Ker}}(U)={\text{Ker}}(T^{*}T)}. Denne præsentation kaldes polarformen af {\displaystyle T}.

Man opnår hermed den følgende vigtige sætning: 
Spektralsætningen for generelle kompakte lineære operatorer
Lad {\displaystyle X,Y} være {\displaystyle \mathbb {C} }-Hilbertrum og {\displaystyle T\in K(X,Y)}. Der findes en (muligvis endelig) følge {\displaystyle (\lambda _{n})_{n\in \mathbb {N} }} i {\displaystyle \mathbb {R} \backslash \{0\}} med {\displaystyle \lambda _{n}\rightarrow 0} og (muligvis endelige) ortogonalsystemer {\displaystyle (e_{n})_{n\in \mathbb {N} }} af {\displaystyle X} og {\displaystyle (f_{n})_{n\in \mathbb {N} }} af {\displaystyle Y} så at der gælder
{\displaystyle T=\sum \limits _{n=1}^{\infty }\lambda _{n}<\cdot ,e_{n}>f_{n}} for alle {\displaystyle x\in X}.
Her betegner {\displaystyle <\cdot ,\cdot >} det indre produkt på {\displaystyle X}. Ovenstående sum konvergerer med hensyn til operatornormen. Følgen {\displaystyle (\lambda _{n}^{2})_{n\in \mathbb {N} }} består af alle ikke-trivielle egenværdier af {\displaystyle T^{*}T}.

## Anvendelser
Spektralteorien for kompakte lineære operator kan bruges til at bestemme løsninger til integralligninger, for eksempel ligninger af formen
{\displaystyle \lambda x(s)-\int \limits _{0}^{1}k(s,t)x(t)dt=y(s)} for {\displaystyle s\in [0,1]}.
Lad {\displaystyle Tx(s)=\int \limits _{0}^{1}k(s,t)x(t)dt} for næsten alle {\displaystyle s} og lad {\displaystyle k\in L^{2}([0,1]\times [0,1])} med {\displaystyle k(s,t)={\overline {k(t,s)}}} og {\displaystyle \lambda \in \sigma (T)\backslash \{0\}}. Så svarer ovenstående integralligning til {\displaystyle (\lambda I-T)x}. Denne slags integralligning kaldes Fredholmske integralligninger. Da {\displaystyle T} er en selvadjungeret kompakt operator, kan man ved hjælp af Spektralsætningen bestemme en løsning {\displaystyle x} (afhængig af egenværdierne og egenvektorerne).